# Programme court
Ne pas confondre avec le programme court en patinage artistique.
Ne doit pas être confondu avec Shortcom.
À la télévision, un programme court est un programme de courte durée (de une à une minute et demi en moyenne, générique inclus) diffusé en inter-programme entre deux émissions et à un horaire régulier, sur le principe du rendez-vous. Souvent utilisé par les chaînes pour générer des revenus sous la forme de parrainages publicitaires avec une marque, chaque programme court est basé sur un thème, un territoire de communication ou des valeurs stratégiques liées au parrain.

## Intérêt
Un programme court permet aux publicitaires de :
- s’approprier les valeurs d’une émission prévue pour cela, en jouant pleinement l’affinité marque/programme ;
- bénéficier d’une identification encore plus forte de la marque (durée plus courte du programme) ;
- bénéficier d'une présence forte et récurrente de la marque à l'antenne.

Un programme cout est souvent programmé en quotidien ou plusieurs fois par semaine, pendant les carrefours d’audience (heure de grande écoute) pour une exposition maximale.

## Exemples de programmes courts
- Merci[3] (TF1)
- Les dossiers de Vincent (TMC)